# Odorín
Odorín je obec na Slovensku v okrese Spišská Nová Ves, v Košickém kraji.

## Polohopis
Obec se nachází v jižní části Hornádské kotliny v údolí potoka Odorica.
V nadmořské výšce 435 – 531 m n. m.

### Sousední obce
Odorín sousedí s obcemi Harichovce, Danišovce, Markušovce, Lieskovany, Spišská Nová Ves, Jamník, Matejovce nad Hornádom

## Historie

### Staré a cizí názvy obce
- 1263 Odorín, Odorinum, Edelin
- 1287 Odorinum, Oderin
- 1435 Odorinum sive Edelény
- 1773 Odorín

Německý název: Dirn

Maďarský název: Odorín, Szepesedelény

## Politika

### Starostové obce
1990 – 1998 Jozef Janecek (KDH)

1998 – 2002 Mikuláš Živčák (KDH)

2002 – 2006 Mikuláš Živčák (ANO + KDH + SDKÚ)
2010 – 2014 Mikuláš Živčák (ANO + KDH + SDKÚ)

### Zastupitelstvo
1990 – 1994 – 12 poslanců

1994 – 1998 – 12 poslanců (11 KDH, 1 HZDS)

1998 – 2002 – 12 poslanců (4 HZDS, 4 KDH, 4 SNS)

2002 – 2006 – 7 poslanců (5 KDH, 2 HZDS)

2010 – 2014 – poslanců

### Obyvatelstvo
Vývoj obyvatelstva od roku 1869:
| Rok sčítání | Počet obyvatel | Počet domů |
| ----------- | -------------- | ---------- |
| 1869        | 572            | -          |
| 1880        | 658            | 104        |
| 1890        | 555            | 97         |
| 1900        | 536            | 113        |
| 1910        | 580            | 115        |
| 1921        | 573            | 104        |
| 1930        | 506            | 101        |
| 1950        | 538            | 111        |
| 1961        | 605            | 115        |
| 1970        | 700            | 142        |
| 1980        | 740            | 168        |
| 1991        | 789            | 192        |
| 2001        | 872            | 208        |

Složení obyvatelstva podle náboženského vyznání (2001):
|                          | Počet obyvatel | %    |
| ------------------------ | -------------- | ---- |
| Římskokatolická církev   | 820            | 94,0 |
| Řeckokatolická církev    | 24             | 2,8  |
| Evangelická církev a. v. | 2              | 0,2  |
| Bez vyznání              | 19             | 2,2  |
| Ostatní a nezjištěno     | 7              | 0,8  |

Složení obyvatelstva podle národnosti (2001):
|                      | Počet obyvatel | %    |
| -------------------- | -------------- | ---- |
| Slovenská            | 867            | 99,4 |
| Česká                | 1              | 0,1  |
| Ostatní a nezjištěno | 4              | 0,5  |

## Kultura a zajímavosti

### Památky
Katolická fara
Postavena na starším barokním základě, klasicistně upravená roku 1826. Jednopodlažní čtyřosá budova s obdélníkovým půdorysem ve středu s rizalitem, krytá těžkou mansardovou střechou. Místnosti mají klášterní klenbu.
Katolický kostel sv. Mikuláše biskupa
Pozdně – raně gotický, postavený ve druhé polovině 13. stol. – původně jednolodní, zaklenutím lodě na střední sloup v polovině 15. stol. dostal zdánlivě dvoulodní síňovou dispozici. V 18. stol. zbarokizován, roku 1807 rozšířen přistavěnou severní kaplí a roku 1921 renovován. Presbytář se čtvercovým půdorysem má křížovou žebrovou klenbu, žebra vybíhají z konzolových, listy zdobených hlavic, původně podepřených oblými příporami. Loď měla rovný dřevěný strop. V polovině 15. stol. ji zaklenuli na střední polygonální pilíř. Na její severní straně původní pozdněrománský portál v ostění s dvěma sloupky na každé straně, jejichž hlavice jsou zdobeny stylizovanými listy. Boční kaple Panny Marie Sněžné z roku 1807 s křížovou hřebenovou klenbou je do lodi kostela otevřená arkádami. Do kaple vede ozdobný portál datovaný na rok 1807. V raně gotickém presbytáři je výklenkové pastoforium z konce 13. stol. Fasády a věže byly barokně upravené v 18. stol. V horních etážích věže jsou na vnitřní straně zazděná sdružená okna z druhé poloviny 13. stol. s půlkruhovými záklenkami a středním sloupkem pozdně – raně gotického přechodného slohu. Hlavní oltář a boční oltář sv. rodiny je novogotický z druhé poloviny 19. stol. Oltář sv. Jana Nepomuckého je rokokový z druhé poloviny 18. stol., s rokajovými ornamenty. V boční severní kapli je klasicistní oltář Panny Marie z období kolem roku 1807, portikového typu, v něm je pozdněgotická socha Madony z roku 1460 – 1480. Kazatelna je rokoková a je z druhé poloviny 18. stol. Obraz sv. Mikuláše biskupa je z bývalého hlavního oltáře, na pozadí obrazové kompozice je pastýř se stádem. Kamenná křtitelnice má palmetové víčko z první poloviny 18. stol. Socha Ukřižovaného, klasicistní z první poloviny 19. stol. Zvon je z roku 1575. Na půdě jsou barokní sošky P. Marie, Boha – Otce, sv. Jana evangelisty, sv. Mikuláše. Pocházejí z bývalého vnitřního zařízení kostela z 18. stol. oltářní obraz sv. Mikuláše biskupa, olejomalba na plátně z roku 1857, dnes je na faře v Markušovcích. Ve zdi ohrady kostela pískovcový epitaf faráře Josefa Šoltys, jehož zavraždili 13.8.1831 za cholerového povstání.

## Hospodářství a infrastruktura

### Farní úřad
Římskokatolický – č.. d. 35

Duchovní správce: Roland Ferenc (* 1970)

Kaplan: Marián Jabrocký (* 1978)

### Školství
- Mateřská škola – č.. d. 65
- Základní škola – č.. d. 65

## Osobnosti
- Michal Kubina (1919-1944), příslušník 311. československé bombardovací perutě RAF